# عصمت كتاني
عصمت طه كتاني ( 5 نيسان/أبريل 1929 - 23 تشرين الأول/أكتوبر 2001) هو سياسي عراقي عُرف بأنه قد شغل منصب رئيس الجمعية العامة للأمم المتحدة من العام 1981 حتى 1982. 

## النشأة
ولد عصمت كتاني في 5 أبريل 1929 في بلدة العمادية الكردية شمال العراق. ونشأ في ظل ظروف سيئة وكان يحب أن يذكر أنه لم ير ضوءًا كهربائيًا حتى بلغ الثانية عشرة من عمره.
حصل في عام 1946 على منحة دراسية للدراسة في الخارج والتحق بكلية نوكس.
خلال الفترة التي قضاها في نوكس، لعب دورًا نشطًا في شؤون الطلاب، حيث عمل عضواً في مجلس الطلاب ورئيسًا لنظام ميثاق الشرف المنشأ حديثًا. كان أيضًا عضوًا نشطًا في نادي العلاقات الدولية وتخرج عام 1951 بدرجة البكالوريوس في العلاقات الدولية.

## حياته المهنية
في عام 1952 عمل مدرسًا في المدرسة الثانوية لفترة وجيزة قبل أن يلتحق بقسم الشؤون الدولية في وزارة الخارجية العراقية ، وفي عام 1954 عين ملحقًا في السفارة العراقية بالقاهرة. خدم في بعثة العراق لدى الأمم المتحدة من عام 1957 إلى عام 1961 حيث كان مندوباً في عدد من المجالس من بينها مجلس الأمن التابع للأمم المتحدة ومنظمة الصحة العالمية. وبعد ذلك ذهب إلى جنيف ليعمل مندوباً للعراق في جنيف – سويسرا من عام 1961 ولغاية عام 1964.
وفي عام 1964 انتخب أمينا للمجلس الاقتصادي والاجتماعي في نيويورك. وفي عام 1971 أصبح مساعدًا للأمين العام للشؤون المشتركة بين الوكالات، وفي عام 1973 أصبح رئيسًا لمكتب الأمين العام كورت فالدهايم. وبقي في نيويورك حتى عام 1975.
عاد إلى بغداد عام 1975 وانتخب رئيسا لقسم المنظمات الدولية في وزارة الخارجية ووكيلا للوزارة حيث كان عليه القيام برحلات متكررة ذهابا وإيابا إلى نيويورك وقبل توليه منصب سكرتارية الأمم المتحدة. مجلس الأمن، في عام 1980 كان وكيلاً لوزير الخارجية العراقي.
حصل على درجة فخرية من كلية نوكس يوم السبت 5 يونيو 1982 حيث كان أيضًا أحد المتحدثين في حفل التخرج لتشجيع الشباب في ذلك الوقت.
في 15 سبتمبر 1985 مثل العراق في مجلس الأمن التابع للأمم المتحدة وانتخب الرئيس السادس والثلاثين للجمعية العامة لمجلس الأمن التابع للأمم المتحدة. لقد خلف روديجر فون فيشمار من ألمانيا.
لقد أجرى انتخابات غير عادية إلى حد ما، حيث تم انتخابه عن طريق القرعة وبعد جولتين من الاقتراع السري، تركته في موقف متقارب مع خصمه محمد قيصر من بنجلاديش.
***المعلومة التالية غير دقيقة
ويصادف أن كتاني كان يمثل أمة كانت لا تزال تتعافى من الغزو الذي نفذته بلاده على الدولة المجاورة لها (إيران)، وكانت لا تزال في حالة حرب مع إسرائيل في ذلك الوقت.

## وفاته
توفي بسرطان البروستات في جنيف، وقد نقل جثمانه إلى بغداد ومنها إلى العمادية ووري جثمانه الثرى في مسقط رأسه في كاني سنج. وقد اشتركت الحكومة العراقية ممثلة في وزارة الخارجية في مراسيم التشييع.

## روابط خارجية
- عصمت كتاني على موقع مونزينجر (الألمانية)
- وفاة عصمت كتاني المسؤول الدولي البارز - الحياة